# Ковзанярський спорт на зимових Олімпійських іграх 2010 — 5000 метрів (жінки)

## Призери
| Золото            | Час            | Бронза     |
| Мартіна Сабликова | Штефані Бекерт | Клара Х'юз |

## Змагання
| Місце | Спортсмен           | Час     |
| ----- | ------------------- | ------- |
| 1     | Мартіна Сабликова   | 6:50,91 |
| 2     | Штефані Бекерт      | 6:51,39 |
| 3     | Клара Х'юз          | 6:55,73 |
| 4     | Даніела Аншутц-Томс | 6:58,64 |
| 5     | Марен Хауглі        | 7:02,19 |
| 6     | Христина Гровса     | 7:04,57 |
| 7     | Масако Ходзумі      | 7:04,96 |
| 8     | Джілліен Рукард     | 7:07,48 |
| 9     | Сіхо Ісідзава       | 7:12,23 |
| 10    | Йорін Ворхейс       | 7:13,27 |
| 11    | Елма де Вріс        | 7:16,68 |
| 12    | Сінді Классен       | 7:22,09 |
| 13    | Світлана Високова   | 7:23,33 |
| 14    | Катрін Граш         | 7:23,83 |
| 15    | Марія Лем           | 7:25,15 |
| —     | Катрін Маттшерод    | DSQ     |